# Grande Prêmio do Japão de 1977
Resultados do Grande Prêmio do Japão de Fórmula 1 realizado no Fuji Speedway em 23 de outubro de 1977. Décima sétima e última etapa da temporada, nele o britânico James Hunt (McLaren) conseguiu a décima e derradeira vitória de sua carreira com Carlos Reutemann (Ferrari) e Patrick Depailler (Tyrrell) vindo a seguir.

## Resumo
Na volta seis Ronnie Peterson e Gilles Villeneuve disputavam posições quando Villeneuve fez uma manobra no fim da reta, o carro saiu da pista e atravessou o muro, voando em direção às pessoas que estavam naquele ponto. Ao final, duas pessoas morreram (um policial e um fotógrafo) e mais de dez pessoas se feriram. 
Essa corrida também ficou marcada pelo histórico pódio, onde Patrick Depailler comemorou sozinho, porque James Hunt e Carlos Reutemann saíram de imediato após a corrida, para tomarem um voo para a Europa.
Última Vitória de James Hunt na F1 

## Classificação da prova
| Pos. | Nº | Piloto              | Construtor         | Voltas | Tempo/Diferença | Grid | Pontos |
| ---- | -- | ------------------- | ------------------ | ------ | --------------- | ---- | ------ |
| 1    | 1  | James Hunt          | McLaren-Ford       | 73     | 1:31:51.68      | 2    | 9      |
| 2    | 12 | Carlos Reutemann    | Ferrari            | 73     | + 1:02.45       | 7    | 6      |
| 3    | 4  | Patrick Depailler   | Tyrrell-Ford       | 73     | + 1:06.39       | 15   | 4      |
| 4    | 17 | Alan Jones          | Shadow-Ford        | 73     | + 1:06.61       | 12   | 3      |
| 5    | 26 | Jacques Laffite     | Ligier-Matra       | 72     | Pane seca       | 5    | 2      |
| 6    | 16 | Riccardo Patrese    | Shadow-Ford        | 72     | + 1 volta       | 13   | 1      |
| 7    | 8  | Hans-Joachim Stuck  | Brabham-Alfa Romeo | 72     | + 1 volta       | 4    |        |
| 8    | 19 | Vittorio Brambilla  | Surtees-Ford       | 71     | + 2 voltas      | 9    |        |
| 9    | 50 | Kunimitsu Takahashi | Tyrrell-Ford       | 71     | + 2 voltas      | 22   |        |
| 10   | 20 | Jody Scheckter      | Wolf-Ford          | 71     | + 2 voltas      | 6    |        |
| 11   | 52 | Kazuyoshi Hoshino   | Kojima-Ford        | 71     | + 2 voltas      | 11   |        |
| 12   | 9  | Alex Dias Ribeiro   | March-Ford         | 69     | + 4 voltas      | 23   |        |
| Ret  | 6  | Gunnar Nilsson      | Lotus-Ford         | 63     | Câmbio          | 14   |        |
| Ret  | 22 | Clay Regazzoni      | Ensign-Ford        | 43     | Motor           | 10   |        |
| Ret  | 7  | John Watson         | Brabham-Alfa Romeo | 29     | Câmbio          | 3    |        |
| Ret  | 2  | Jochen Mass         | McLaren-Ford       | 28     | Motor           | 8    |        |
| Ret  | 23 | Patrick Tambay      | Ensign-Ford        | 14     | Motor           | 16   |        |
| Ret  | 3  | Ronnie Peterson     | Tyrrell-Ford       | 5      | Acidente        | 18   |        |
| Ret  | 11 | Gilles Villeneuve   | Ferrari            | 5      | Acidente        | 20   |        |
| Ret  | 27 | Jean-Pierre Jarier  | Ligier-Matra       | 3      | Motor           | 17   |        |
| Ret  | 5  | Mario Andretti      | Lotus-Ford         | 1      | Colisão         | 1    |        |
| Ret  | 51 | Noritake Takahara   | Kojima-Ford        | 1      | Colisão         | 19   |        |
| Ret  | 18 | Hans Binder         | Surtees-Ford       | 1      | Colisão         | 21   |        |

## Tabela do campeonato após a corrida
| Pos. | Piloto           | Pontos |
| ---- | ---------------- | ------ |
| 1    | Niki Lauda       | 72     |
| 2    | Jody Scheckter   | 55     |
| 3    | Mario Andretti   | 47     |
| 4    | Carlos Reutemann | 42     |
| 5    | James Hunt       | 40     |

| Pos. | Construtor         | Pontos  |
| ---- | ------------------ | ------- |
| 1    | Ferrari            | 95 (97) |
| 2    | Lotus-Ford         | 62      |
| 3    | McLaren-Ford       | 60      |
| 4    | Wolf-Ford          | 55      |
| 5    | Brabham-Alfa Romeo | 27      |

- Nota: Somente as primeiras cinco posições estão listadas e os campeões da temporada surgem grafados em negrito. As dezessete etapas de 1977 foram divididas em um bloco de nove e outro de oito corridas onde cada piloto descartava um resultado por bloco e no mundial de construtores computava-se apenas o melhor resultado de cada equipe por prova.